# نهائي الدوري الأوروبي 2022
كان نهائي الدوري الأوروبي 2022 المباراة النهائية للدوري الأوروبي 2021–22، الموسمِ الواحد والخمسين من بطولة أوروبا لكرة القدم الثانوية التي ينظمها الاتحاد الأوروبي لكرة القدم، والموسم الثالث عشر منذ إعادة تسميتها من كأس الاتحاد الأوروبي إلى الدوري الأوروبي. أقيمت المباراة على ملعب رامون سانشيز بيزخوان في مدينة إشبيلية في 18 مايو 2022 بين آينتراخت فرانكفورت الألماني و‌رينجرز الإسكتلندي.
فاز آينتراخت فرانكفورت بالمباراة بركلات الترجيح 5–4 بعد انتهاء الوقت الأصلي و‌الإضافي بالتعادل 1–1، ليتوج بلقبه الثاني في بطولة الدوري الأوروبي بعد لقب 1980.
بصفته بطل الدوري الأوروبي، تأهل آينتراخت فرانكفورت مباشرة إلى مرحلة المجموعات في دوري أبطال أوروبا 2022–23 وسيواجه بطل دوري أبطال أوروبا 2021–22 في كأس السوبر الأوروبي 2022.

## الفريقان
| الفريق             | المشاركات السابقة في النهائي (الخط الغليط يدل على التتويج) |
| ------------------ | ---------------------------------------------------------- |
| آينتراخت فرانكفورت | 1 (1980)                                                   |
| رينجرز             | 1 (2008)                                                   |

## المباراة
حُدد الفريق «المُضيف» (لأغراض إدارية) من خلال قرعة إضافية أقيمت بعد قرعة ربع النهائي ونصف النهائي.

### التفاصيل
| آينتراخت فرانكفورت                          | 1–1 (ب.و.إ.) | رينجرز                                     |
| ------------------------------------------- | ------------ | ------------------------------------------ |
| - بوري 69'                                  | تقرير        | - أريبو 57'                                |
| ركلات الترجيح                               |              |                                            |
| - لينز - هروستيتش - كامادا - كوستيتش - بوري | 5–4          | - تافيرنير - ديفيس - أرفيلد - رامزي - روفي |

| آينتراخت فرانكفورت | رينجرز |

|  | قواعد المباراة - 90 دقيقة - 30 دقيقة وقت إضافي في حال انتهاء الوقت الأصلي بالتعادل - اللجوء إلى ركلات الجزاء الترجيحية في حال استمرار التعادل بعد الوقت الإضافي - اثنا عشر لاعب بديل - الحد الأقصى المسموح به بالتبديلات هو خمسة، مع السماح بسادس في الوقت الإضافي |

## اُنظر أيضًا
- نهائي دوري أبطال أوروبا 2022
- نهائي دوري المؤتمر الأوروبي 2022
- كأس السوبر الأوروبي 2022

## وصلات خارجية
- الدوري الأوروبي (بالإنجليزية)

قالب:كرة القدم الأوروبية في 2021–22 (يويفا)